# ORP Wilk
ORP Wilk (Nederlands: Wolf) was een Poolse onderzeeboot van de naar deze boot genoemde Wilkklasse. Omdat Polen zelf geen kennis had omtrent het ontwerpen en bouwen van onderzeeboten werd de Wilkklasse ontworpen in Frankrijk en vond ook de bouw van de onderzeeboten plaats bij Franse scheepswerven. De Wilk werd gebouwd door scheepswerf Chantier Augustin Normand in Le Havre.
Tijdens de Duitse inval in Polen was de Wilk onderdeel van plan Worek. Tijdens het uitvoeren van patrouilles voor de Poolse kust werd de Wilk meerdere keren aangevallen met dieptebommen, waarbij de Wilk dusdanige schade opliep dat het schip een haven moest opzoeken. Gezien de situatie in Polen week het schip uit naar het Verenigd Koninkrijk waar het in 1942 gezien de technische staat uit dienst werd genomen om in 1951 gesloopt te worden.

## De Wilk tijdens de Tweede Wereldoorlog
De Poolse onderzeeboten moesten tijdens een Duitse inval in Polen plan Worek uitvoeren. Plan Worek was een Poolse operatie om de Poolse kust tegen een Duitse invasie vanaf zee te beschermen. Gedurende het uitvoeren van de taken binnen plan Worek werd de Wilk viermaal aangevallen met dieptebommen, waardoor het schip beschadigd raakte. Om de schade te herstellen wilde het schip naar de haven van Hel of Gdynia, maar het kreeg te horen te moeten uitwijken naar Zweden of het Verenigd Koninkrijk. Daarop besloot de commandant van de Wilk uit te breken uit de Oostzee en  over te steken naar het Verenigd Koninkrijk. Daarvoor moest de Wilk eerst de Sont passeren, dit kan alleen varend aan het oppervlak. Op 14 september voer de Wilk door de Sont, tot tweemaal toe werd de Wilk op zo'n 50 meter gepasseerd door een ander schip, maar de Wilk werd niet opgemerkt. Onder begeleiding van de Britse torpedobootjager Sturdy voer de Wilk op 20 september 1939 naar Rosyth, van waaruit het de rest van de Tweede Wereldoorlog zou opereren.
Op 27 maart 1940 ramde de Wilk een onderzeeboot die daardoor zonk. Dit schip was mogelijk de Duitse U-boot U-22, maar soms wordt ook de Nederlandse onderzeeboot de O 13 genoemd. Door de slechte technische staat van de Wilk werd hij in april 1942 aan de reservevloot toegevoegd. In 1951 werd de Wilk gesloopt.